# Alterierte Skala

Bildliche Darstellung der alterierten Skala. (Erläuterung)

Die alterierte Skala oder alterierte Tonleiter ist eine diatonische Tonleiter, die vor allem im Jazz verwendet wird. Sie ist eine Improvisationsskala, die gegenüber den üblichen Dur- und Moll-Tonleitern und den Modi sehr viele alterierte Töne enthält.

## Konstruktion
Sie wird dadurch gebildet, dass man von der Dur-Tonleiter ausgehend alle Töne außer dem Grundton um einen Halbton erniedrigt. Sie kann daher als 1,♭2,♭3,♭4,♭5,♭6,♭7 notiert werden (oder enharmonisch verwechselt als 1,♭2,♭3, 3,♭5,♭6,♭7 oder 1,♭2, #2, 3, #4,♭6,♭7).
Beispiel 1:
| Ausgangsskala:    | c | d   | e  | f   | g   | a  | h | c | (C-Dur)                 |
| Alterierte Skala: | c | des | es | fes | ges | as | b | c | (Alterierte Skala in C) |

Eine andere Methode zur Konstruktion dieser Skala ist, den Grundton einer Dur-Tonleiter um einen Halbton zu erhöhen und alle anderen Töne unverändert zu lassen. Einsatzmöglichkeit: chromatischer Basslauf.
Beispiel 2:
| Ausgangsskala:    | c   | d | e | f | g | a | h | c   | (C-Dur)                   |
| Alterierte Skala: | cis | d | e | f | g | a | h | cis | (Alterierte Skala in Cis) |

Einer anderen Betrachtungsweise nach ist die Superlokrische Skala auf der siebten Stufe von Melodisch Moll. Die Superlokrische Skala wird umgedeutet in die Alterierte Skala:
Beispiel 3:
| Ausgangsskala:    | a   | h | c | d | e | fis | gis | a   | (Melodisch a-Moll)              |
| Alterierte Skala: | gis | a | h | c | d | e   | fis | gis | (7. Stufe von Melodisch a-Moll) |

Die alterierte Skala kann auch als lokrischer Modus mit verminderter Quarte gebildet werden. Einsatzmöglichkeit: Der Akkord Hm7/b5 wird zuerst als lokrischer Akkord einer Dur-Tonleiter gedeutet (7. Stufe von C-Dur) und nicht sofort als erhöhte 7. Stufe einer Moll-Tonleiter (7. Stufe von Melodisch a-Moll) erkannt.
Beispiel 4:
| Ausgangsskala:    | h | c | d | e  | f | g | a | h | (h-Lokrisch)   |
| Alterierte Skala: | h | c | d | es | f | g | a | h | (Lokrisch 11♭) |

## Eigenschaften
Die alterierte Skala stellt durch folgende Eigenschaften einen Sonderfall unter allen heptatonischen Skalen dar:
- Sie besitzt sowohl die Mollterz als auch die Durterz (enharmonische Umdeutung der verminderten Quarte), ihr ist also kein Tongeschlecht zuzuordnen. In der Praxis wird sie allerdings mit Dominantseptakkorden in Verbindung gesetzt. Das wiederum bedeutet, dass man die Durterz auch als solche wertet. Die Mollterz hingegen wird in diesem Kontext als übermäßige None (#9) gedeutet.
- Sie besitzt weder eine reine Quarte noch eine reine Quinte zum Grundton.
- Der Tonvorrat gleicht der Skala mixolydisch #11 bzw. lydisch b7 (mixolydisch mit erhöhter Quarte bzw. lydisch mit tiefalterierter Septime), auf dem Tritonus des Grundtons der alterierten Skala aufgebaut. Somit besitzt c-alteriert (enharmonisch vertauscht) denselben Tonvorrat wie fis-mixolydisch #11. Siehe auch: Tritonussubstitution.
- Weitere Verwandtschaftsbeziehungen bestehen zu melodisch moll (aufgebaut auf der kleinen Sekunde über dem Grundton) sowie zu lydisch augmentiert (lydisch mit erhöhter Quinte), aufgebaut auf der großen Terz der alterierten Skala. So ist c-alteriert gleich fis-mixolydisch #11, gleich fis-lydisch b7 gleich des-moll melodisch, gleich e-lydisch-augmentiert.

## Hörbeispiel
Alterierte Skala in Cⓘ